# Tenrec musaranya pàl·lid
El tenrec musaranya pàl·lid (Microgale fotsifotsy) és una espècie de tenrec musaranya. És endèmic de Madagascar. El seu hàbitat natural són els boscos humits de terres baixes tropicals o subtropicals. Està amenaçat per la pèrdua d'hàbitat.